# Suwalska Izba Rolniczo-Turystyczna
Suwalska Izba Rolniczo-Turystyczna (SIRT) powstała w 1991 roku – organizacja non profit zajmująca się promocją i rozwojem turystyki w regionie Suwalszczyzny i Mazur Garbatych. Przy wykorzystaniu funduszy unijnych realizowała następujące projekty (w nawiasie data zakończenia):
- Postawmy na młodzież (2006)
- „Rozruszajmy zimę” (2006)
- S-MAN 2000 Sustainable management of angling tourism... (INTERREG IIIB) (2008)
- Rozbudowa infrastruktury dla potrzeb turystyki aktywnej na pograniczu polsko-białoruskim (2007)
- „Podwyższenie jakości usług i kategoryzacja kwatery wiejskiej szansą na trwałe miejsca pracy na obszarach wiejskich” (2009)
- „DYNAMIC”- „Dynamiczna Klasteryzacja Małych i Średnich Przedsiębiorstw (MiSP) w sektorze turystycznym w regionach przygranicznych Suwalszczyzny i Olita” (2010)
- „TURPRO” – „Transgraniczny produkt agroturystyczny – rozwój i wspólny marketing”. (2011)
- „AGROTUR” – „Poprawa jakości agroturystyki oraz nawiązanie współpracy kwaterodawców polskich i litewskich” (2011)
- „NIEZNANA EUROPA” Rozwoju turystyki na pograniczu polsko-białoruskim (2010)
- „Kampania Promocyjna Suwalszczyzny jako jednej z marek turystycznych Województwa Podlaskiego” (2012)
- Turystyczna Sieć Współpracy – klaster „SUWALSZCZYZNA-MAZURY” (2012)
- PODRÓŻ DO ETNOBAJKI – Podwyższenie atrakcyjności transgranicznego regionu poprzez włączenie etniczno-kulturowych zasobów w działalność turystyczną”
- Komunikacja bez granic – tworzenie transgranicznej sieci informacyjno – turystycznej
- Rozwój Potencjału Turystycznej Sieci Współpracy – klaster „Suwalszczyzna-Mazury” w partnerstwie z sektorami kreatywnymi

Działalność SIRT została nagrodzona między innymi:
- odznaczenie Ministerstwa Sportu i Turystyki
- nagroda główna w konkursie „Polska Pięknieje” 2010
- nagroda główna w konkursie „Polska Pięknieje” 2011
- dyplom Prezesa Urzędu Kultury Fizycznej i Turystyki w 1994
- Dyplom Ministerstwa Gospodarki i Polskiej Organizacji Turystycznej w 2000 r.
- Nagrodę zielonego liścia – Kapituły Zielonych Płuc Polski w 1998 r.
- Dyplom i nagrodę Prezydenta Miasta Suwałk w 2001 r.